# Jerrie Cobb
Geraldyn M. Cobb (5. března 1931, Norman, Oklahoma, USA – 18. března 2019 Florida), známá též jako Jerrie Cobb, byla americká pilotka, humanitární pracovnice a propagátorka zapojení žen do vesmírného výzkumu. Jako první žena úspěšně absolvovala stejné testy jako astronauté z programu Mercury. Roku 1981 byla za svou humanitární práci nominována na Nobelovu cenu za mír.

## Životopis

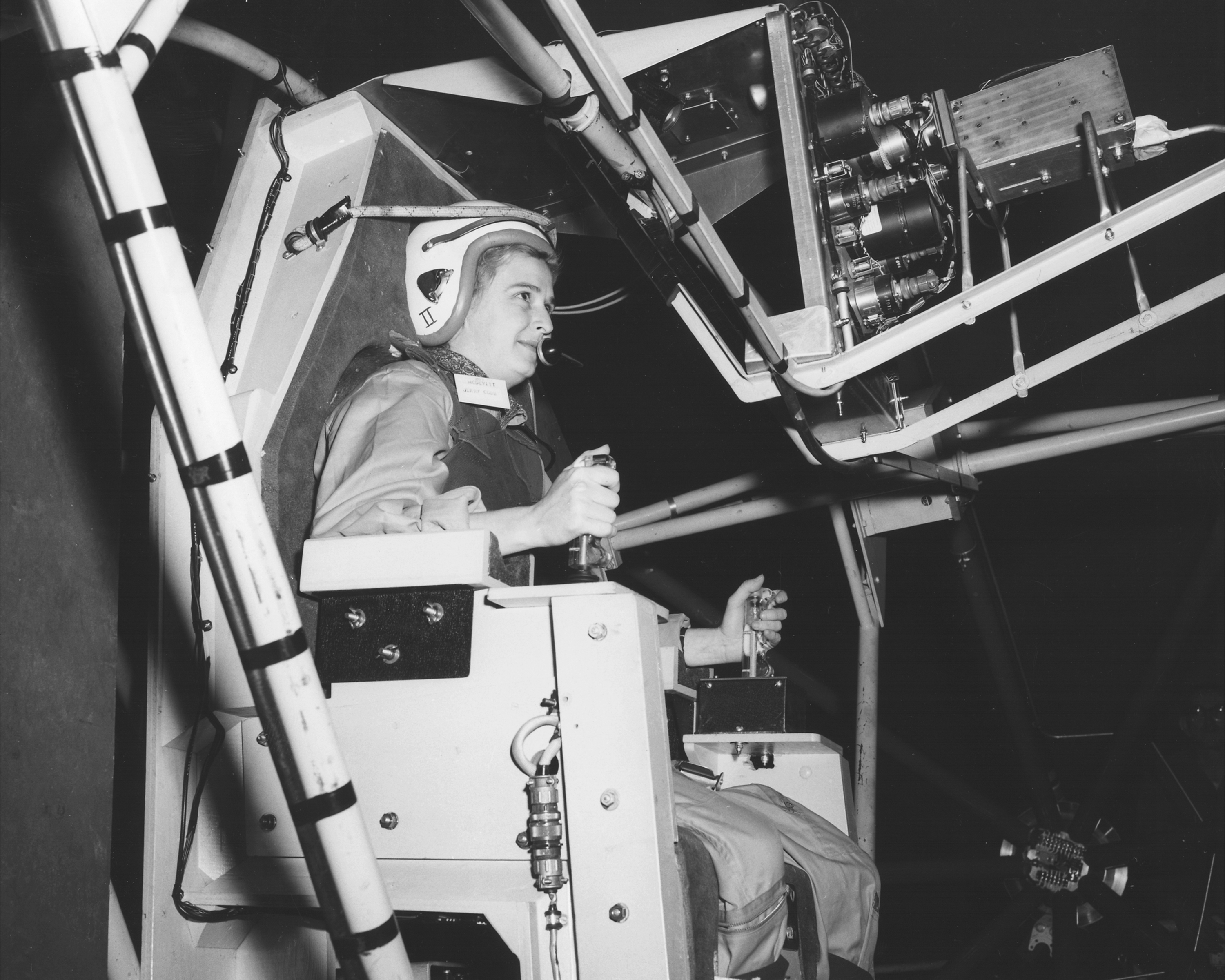
Jerrie Cobb při tréninku na zařízení NASA MASTIF

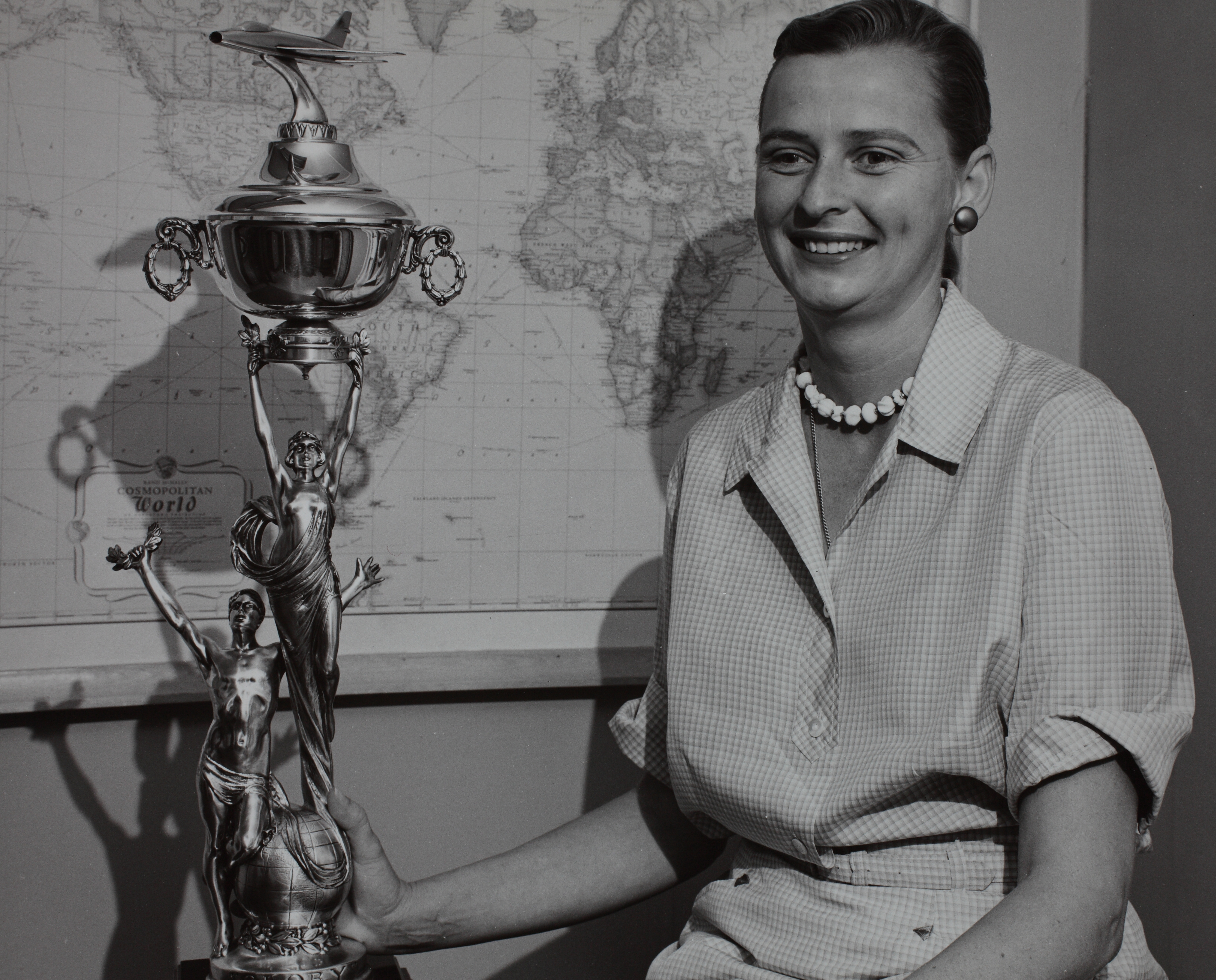
Jerrie Cobb

Narodila se 5. března 1931 ve městě Norman v Oklahomě jako druhá dcera podplukovníka letectva Williama „Harryho“ Cobba a Heleny Stone Cobb. Lásku k létání získala právě díky otci, který ji do vzduchu poprvé vzal v jejích pěti letech. Za druhé světové války její otec sloužil na základně Sheppard Field v texaském Wichita Falls. Právě zde Jerrie Cobb ve svých dvanácti letech poprvé pilotovala otcův sportovní letoun Waco.
Po válce se rodina Jerrie Cobb přestěhovala do Oklahoma City, kde ona 5. března 1948 získala pilotní průkaz. V dalších letech pokračovala ve výcviku financovaném z peněz, které si vydělala jako poloprofesionální hráčka softballu za tým Oklahoma City Queens. V osmnácti letech tak získala nejen pilotní licenci, ale stala se instruktorkou hned v několika oblastech (navigace, letecké motory aj.). V následujících letech brala jakoukoliv práci související s letectvím, mimo jiné údržbu strojů na letišti Chickasha, letecké práškování, monitorování ropovodů, nebo jako letecká instruktorka. V té době si koupila první vlastní letoun, starší Fairchild PT-23, který pojmenovala „Par-a-dice Lost“.
Později Jerrie Cobb odjela na Floridu, protože chtěla získat místo pilotky letounu Douglas DC-3, ale kvůli svému pohlaví byla odmítnuta. Zůstala jako úřednice na letišti Miami Municipal Airport a poté tři roky pracovala jako pilotka pro společnost Fleetway Incorporated, která se zabývala přepravou letadel. Do celého světa rozvážela letouny všeho druhu, včetně čtyřmotorových bombardérů Boeing B-17 Flying Fortress. V roce 1955 odešla od společnosti Fleetway a vrátila se do Oklahoma City. Na svém novém dvoumotorovém letounu Aero Commander dosáhla několika rekordů a prosadila se i jako tovární pilotka a manažerka. Dále jako první žena předváděla letadlo na Pařížském aerosalonu. Roku 1960 měla nalétáno 7 tisíc hodin na 64 různých typech letadel.
Od roku 1958 ve Spojených státech amerických probíhal první kosmický program Mercury. Někteří funkcionáři NASA pro program Mercury zvažovali využití ženských astronautek. Americká pilotka Jacqueline Cochran se rozhodla Jerrie Cobbové financovat lékařské testy. Úspěšně prošla testy na klinice v Albuquerque v Novém Mexiku a na letecké základně v Pensacole. Jerrie Cobb poté vybrala dalších 25 amerických pilotek, z nichž třináct (včetně Cobbové) úspěšně prošlo stejnými testy jako astronauti zapojení do programu Mercury. Po vzoru sedmi astronautů z programu Mercury, zvaných Mercury Seven, se těmto ženám začalo říkat Mercury 13. Nebyl to však oficiální program NASA, ale soukromá iniciativa podporovatelů zapojení žen do vesmírných letů.

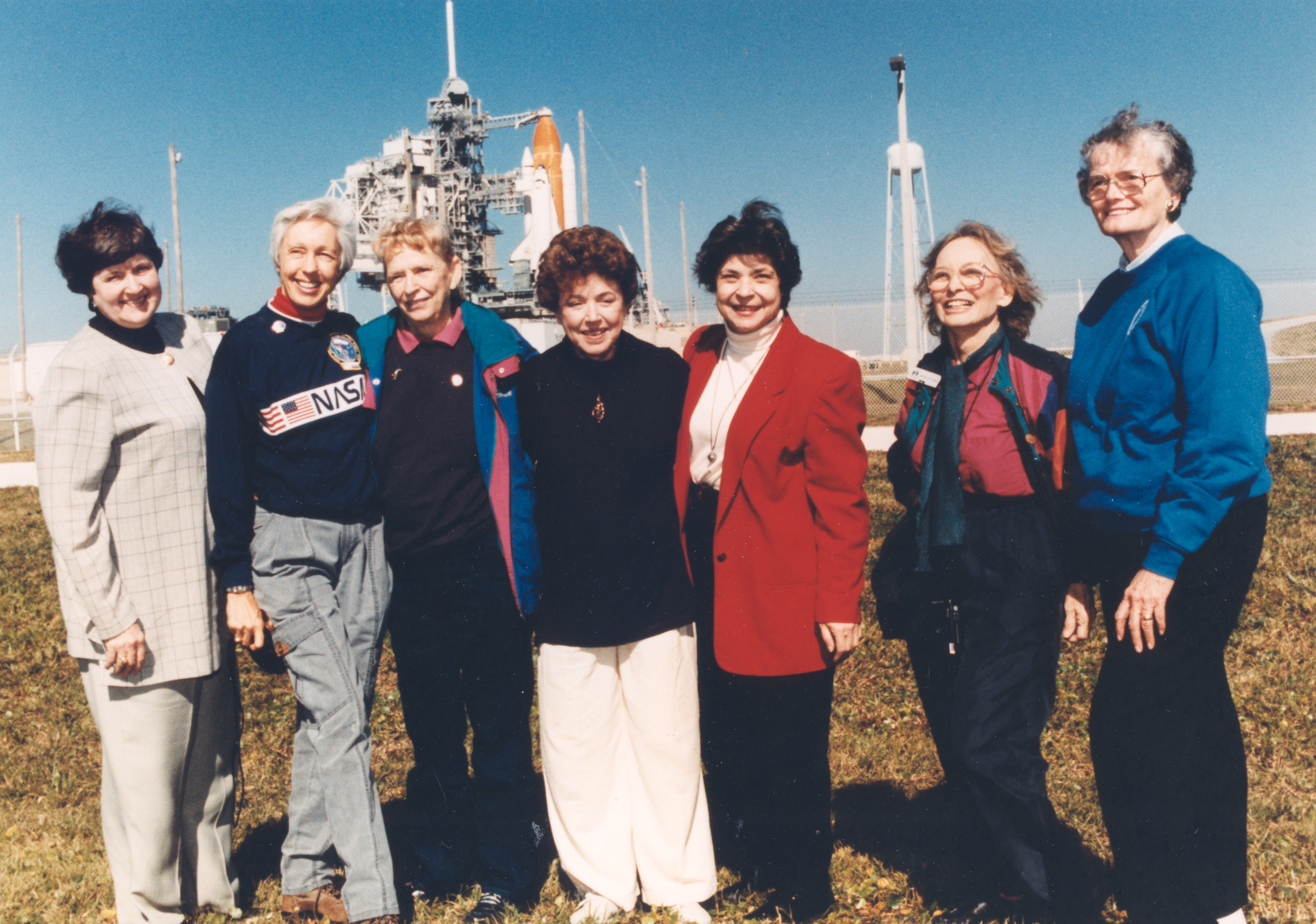
Sedm z třinácti účastnic programu Mercury 13 se v roce 1995 účastnilo startu raketoplánu Discovery na misi STS-63. Na Kennedyho středisko je pozvala astronautka Eileen Collinsová, která na této misi jako první americká žena letěla jako pilotka. Zleva: Gene Nora Jessen, Wally Funk, Jerrie Cobb, Jerri Truhill, Sarah Rutley, Myrtle Cagle a Bernice Steadman.

V květnu 1961 NASA nabídla Cobbové místo konzultantky při náboru ženských astronautek, avšak dva dny před zahájením náboru byl záměr zrušen. Cobbová velmi usilovala o příležitost dostat se do vesmíru, žádné ženě ze skupiny Mercury 13 to však NASA neumožnilo. Jerrie Cobb proto po tři roky oficiálně vystupovala proti sexismu a disktriminaci žen při výběru posádek vesmírných lodí. V této souvislosti vystoupila i při slyšení v Kongresu Spojených států amerických v roce 1962. Přesto NASA trvala na svém a ženy jako kandidátky na pilotované lety oficiálně akceptovala až roku 1978. První Američankou ve vesmíru se stala roku 1983 Sally Ride. První ženou ve vesmíru se roku 1962 stala sovětská kosmonautka Valentina Těreškovová, která měla oproti Cobbové mnohem horší kvalifikaci.
Jerrie Cobb se po tomto zklámání odešla jako křesťanská misionářka do Jižní Ameriky. Od roku 1963 ve svém letounu Aero Commander podnikala zásobovací lety do nezmapovaných a izolovaných oblastí Amazonie. Mimo jiné i pro tamní indiánské kmeny. Běžně přelétala nebezpečné oblasti And a vytvářela nové letecké trasy, na kterých používala vlastnoručně zhotovené mapy. Ve své humanitární práci setrvala 48 let, přičemž roku 1981 za ni byla nominována na Nobelovu cenu za mír.
V roce 1999 americká organizace National Organization for Women uskutečnila neúspěšnou kampaň na podporu vesmírného letu Cobbové. Reagovala tak na start 77letého astronauta Johna Glenna z 29. října 1998 v rámci mise STS-95. Na Glennovi byly studovány důsledky vesmírného letu pro starého člověka, takže organizace argumentovala, že tento problém by měl být studován i na ženách. Zároveň to bylo vnímáno jako příležitost napravit chybu v podobě nepřipuštění žen k vesmírným letům v 60. letech 20. století.
Jerrie Cobb zemřela 18. března 2019 ve svém domově na Floridě.

## Ocenění
- Harmon Trophy (1973)[2]
- National Aviation Hall of Fame (2012)[2]

## Odraz v kultuře
- For All Mankind – V seriálu zobrazujícím alternativní historii vesmírných závodů vystupuje Jerrie Cobb inspirovaná postava první americké astonautky Molly Cobb, kterou hrála Sonya Walger. Čtvrtá epizoda seriálu „Prime Crew“ je Jerrie Cobb věnována.